# Дэбрэ-Зэйт
Дэбрэ-Зэйт (Бишофту) (амх. ደብረ ዘይት) — город в центральной части Эфиопии, в регионе Оромия. Входит в состав зоны Восточная Шоа.
В Дэбрэ-Зэйте расположена база Военно-воздушных сил Эфиопии. Также ведётся строительство крупнейшего аэропорта в Африке. Кроме того, город известен как центр рекреации.

## Географическое положение
Город находится в центральной части региона, на высоте 1999 метров над уровнем моря.
Дэбрэ-Зэйт расположен на расстоянии приблизительно 17 километров к юго-востоку от столицы страны Аддис-Абебы. На территории города и в его ближайших окрестностях расположены пять кратерных озёр (Бишофту, Хора, Бишофту Гуда, Корифту, Челеклака).

## Климат
| Показатель                    | Янв. | Фев. | Март | Апр. | Май  | Июнь | Июль | Авг. | Сен. | Окт. | Нояб. | Дек. | Год  |
| ----------------------------- | ---- | ---- | ---- | ---- | ---- | ---- | ---- | ---- | ---- | ---- | ----- | ---- | ---- |
| Средний суточный максимум, °C | 26,1 | 27,1 | 28,3 | 27,7 | 28,3 | 26,8 | 24,1 | 23,6 | 24,8 | 26,0 | 26,0  | 25,5 | 26,2 |
| Средняя температура, °C       | 17,4 | 19,0 | 20,4 | 20,2 | 20,4 | 19,5 | 18,4 | 18,2 | 18,5 | 18,1 | 17,4  | 17,0 | 18,8 |
| Средний суточный минимум, °C  | 8,8  | 11,0 | 12,5 | 12,8 | 12,6 | 12,2 | 12,8 | 12,8 | 12,2 | 10,3 | 8,9   | 8,5  | 11,4 |
| Норма осадков, мм             | 11   | 24   | 46   | 63   | 53   | 90   | 232  | 227  | 113  | 21   | 7     | 5    | 892  |
| Источник:                     |      |      |      |      |      |      |      |      |      |      |       |      |      |

## Население
По данным Центрального статистического агентства Эфиопии на 2007 год численность населения города составляла 99 928 человек, из которых мужчины составляли 47,89 %, женщины — соответственно 52,11 %. В конфессиональном составе населения 79,75 % составляют последователи эфиопской православной церкви; 13,82 % — протестанты; 4,98 % — мусульмане.
Согласно данным переписи 1994 года численность населения Дэбрэ-Зэйта составляла 73 372 человек, из которых мужчины составляли 47,78 %, женщины — 52,22 %. В национальном составе населения города того периода 42,86 % составляли представители народа амхара; 39,4 % — оромо; 8,3 % — гураге, 9,44 % — представители других народностей. Основными языками коммуникации являлись амхарский и оромо.